# Filippo Ferrari (snowboarder)
Filippo Ferrari (Segrate, 4 dicembre 1999) è uno snowboarder italiano.

## Biografia
Debutta nella Coppa del Mondo di snowboard cross 2018-2019, piazzandosi al 36º posto della classifica finale. L'anno successivo ottiene il miglior piazzamento in carriera, 21º posto. Nella stagione 2020-2021 chiude al 33º posto. Ai Campionati Mondiali di Idre Fjäll 2021 giunge al 45º posto.
Ha rappresentato l'Italia alle Olimpiadi invernali di Pechino 2022, dove è stato eliminato agli ottavi di finale nello snowboard cross.